# Gualaca
Gualaca is een plaats en gemeente (in Panama un distrito genoemd) in de provincie Chiriquí in Panama. In 2015 was het inwoneraantal 10.300.
De gemeente bestaat uit devolgende vijf deelgemeenten (corregimiento): Gualaca (de hoofdplaats, cabecera), Hornito,  Los Angeles, Paja de Sombrero en Rincón.